# Letterboxd
Letterboxd is een sociaalnetwerksite die in 2011 mede werd opgericht door Matthew Buchanan en Karl von Randow. Het werd gelanceerd als een sociale media-app gericht op het delen van meningen over en liefde voor film, en wordt onderhouden door een klein team in Auckland (Nieuw-Zeeland). De site is bedoeld om de smaak in films van zijn leden te delen. Leden kunnen het gebruiken als een dagboek om hun mening over films vast te leggen, films bij te houden die ze in het verleden hebben gezien, recensies te schrijven of filmlijsten te maken en hun favoriete films te presenteren, en om andere cinefielen te ontmoeten en met hen in contact te komen. Films kunnen worden beoordeeld, recensies over worden geschreven, in een lijst worden opgenomen en kunnen worden getagd met relevante trefwoorden.
Sinds 28 februari 2021 hebben leden meer dan 600 miljoen films gemarkeerd als bekeken. Voor context: de mijlpaal van 100 miljoen bekeken films werd behaald op 15 mei 2017, zes jaar na de oprichting. 
Hoewel Letterboxd niet regelmatig in de krantenkoppen staat als gemeenschap of dienst, heeft het in de loop der jaren een gestage, organische populariteit en toegewijde gebruikers gewonnen. In een artikel voor The Ringer noemde filmcriticus Scott Tobias Letterboxd "de veiligste ruimte voor filmdiscussies die we hebben" vanwege zijn gemeenschaps- en op discussie gebaseerde model te midden van de COVID-19-pandemie.
Een artikel in de New York Times van januari 2021 meldde dat Letterboxd "zijn gebruikersbestand sinds het begin van de pandemie bijna heeft verdubbeld". Het artikel stelt dat Letterboxd op 13 januari 2021 "meer dan 3 miljoen leden had ... een stijging van 1,7 miljoen ten opzichte van dit moment vorig jaar".

## Website

### Geschiedenis
De site werd gelanceerd in Brooklyn Beta in oktober 2011 en trok in de zes maanden daarna meer dan 17.000 bètatesters aan. Het schakelde 24 april 2012  over van een privé- naar een openbare bètaversie, waarbij alle pagina's openbaar zichtbaar werden. Het lidmaatschap bleef op uitnodiging tot 8 februari 2013, toen het werd opengesteld voor openbaar gebruik. De site introduceerde ook een gelaagde structuur, met zowel gratis lidmaatschap als betaalde lidmaatschappen die toegang gaven tot meerdere functies, waaronder gepersonaliseerde "Jaaroverzicht" -pagina's.

### Kenmerken
Iedereen kan inhoud op de site lezen. Een account is vereist voor gebruikers die willen deelnemen. Alle leden kunnen films beoordelen, films reviewen en taggen met relevante trefwoorden. Ze kunnen ook lijsten bijhouden van films die ze hebben bekeken of willen bekijken, en kunnen dit delen met andere leden. Lijsten kunnen openbaar of privé worden gemaakt door de gebruiker. De beoordelingen volgen het vijfsterrensysteem, waarbij ook halve sterren zijn toegestaan. Een volgermodel stelt leden in staat om de activiteiten van anderen op de site te volgen.
Er zijn twee betaalde lidmaatschapsniveaus.
Pro-lidmaatschap omvat:
- Gepersonaliseerde statistiekenpagina's voor het jaaroverzicht
- Gepersonaliseerde "All-Time" statistiekenpagina
- Activiteitenfeed filteren
- Filteren op streamingdienst
- Vastgezette beoordelingen
- Gebruikersnaam wijzigen
- Lijst klonen / dupliceren
- Films sorteren op het aantal keren dat de gebruiker deze gezien heeft

Patron-lidmaatschap omvat alle Pro-functies en het volgende:
- De profielpagina van de Patron bevat een achtergrond van hun favoriete film (de eerste die wordt vermeld, indien beschikbaar).
- Prioriteitstoegang om op verzoek nieuwe functies te testen, waaronder bètaversies en iPhone-app.
- De naam van de patron verschijnt op de patrons pagina.

#### Showdown
Showdown is een tweewekelijkse uitdaging waarbij gebruikers hun beste films kunnen indienen die voldoen aan de criteria van het gegeven onderwerp. Een lijst met de meest genoemde films voor elk onderwerp wordt elke tweede donderdag na 20.00 uur PT vrijgegeven en vervolgens wordt een nieuw onderwerp aangekondigd.

#### Nieuws
Letterboxd heeft een 'News + Editorial'-sectie met artikelen over nieuwe filmreleases, interviews met spraakmakende Letterboxd-leden en jaarrecensies.

### Mobiele app
Letterboxd is beschikbaar als mobiele app voor de mobiele besturingssystemen Android en iOS.

### Filmgegevens
Alle filmgerelateerde metadata die op de website worden gebruikt, inclusief namen van acteurs, regisseurs en studio's, synopses, releasedata, trailers en poster-art, worden geleverd door The Movie Database (TMDb). Vanwege de hoge jaarlijkse vergoedingen voor het gebruik van de gegevens van IMDb, hebben de ontwikkelaars besloten om in plaats daarvan te kiezen voor TMDb, dat openlijk via crowdsourcing wordt aangeboden. Ze werkten samen met Justwatch.com om in september 2019 online kijkopties voor films op te nemen.